# Pirga magna
Pirga magna är en fjärilsart som beskrevs av Swinhoe 1903. Pirga magna ingår i släktet Pirga och familjen tofsspinnare. Inga underarter finns listade i Catalogue of Life.